# Dichondra micrantha
Dichondra repens là một loài thực vật có hoa trong họ Bìm bìm. Loài này được Urb. mô tả khoa học đầu tiên năm 1924.

## Hình ảnh

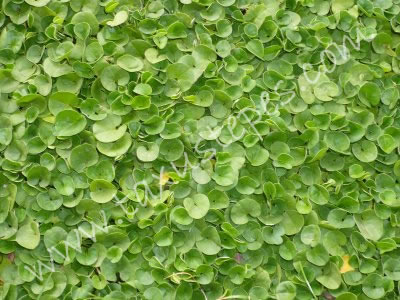